# Technique des portes et fenêtres
 (décembre 2016).
Si vous disposez d'ouvrages ou d'articles de référence ou si vous connaissez des sites web de qualité traitant du thème abordé ici, merci de compléter l'article en donnant les références utiles à sa vérifiabilité et en les liant à la section « Notes et références ».
Les techniques de construction et de pose des portes et fenêtres dépendent des conditions climatiques, des traditions et de la réglementation locale. Afin d'améliorer l'isolation thermique et acoustique et l'étanchéité à l'air, ces techniques ont évolué et les matériaux se sont diversifiés ; le bois ne représente plus actuellement qu'une faible part de marché. Ces évolutions ont conduit les organismes normalisateurs à définir relativement précisément les exigences constructives, en lien notamment avec les réglementations thermiques.

## Vocabulaire de base[1],[2]
- La partie fixe d'une porte ou fenêtre est appelée huisserie ou dormant.
- La partie mobile est l'ouvrant.
- Un ouvrant avec une articulation à axe vertical est appelé battant ou vantail.
- Lorsqu'il y a deux battants jointifs, la partie commune centrale est appelée le battement.
- L'ouverture dans le bâti est le tableau.
- La partie du bâti située entre le plancher et le bas d'une fenêtre est l'allège.
- Une imposte est un élément de remplissage situé au-dessus des ouvrants. Elle peut être pleine, notamment si elle est de petites dimensions, ou vitrée. Elle peut aussi être ouvrante. Dans certains cas, l'imposte est intégrée au dormant.
- Une feuillure est une entaille sur une partie de l'épaisseur d'un support, permettant d'insérer une autre pièce. On trouve des feuillures sur le bâti ou sur les menuiseries.
- L’ensemble des articulations, fermetures, loquets, compas et autres pièces métalliques est appelé le ferrage.

## Types d'ouvertures[3],[4]
Les ouvrants peuvent être:

### À frappe (l'ouvrant vient se plaquer contre le dormant)
- Lorsque le/les battants ouvrent vers l'intérieur, on parle de fenêtre 'à la Française'
- À ouvrant articulé sur une charnière horizontale basse, ouvrant vers l'intérieur, dit 'à soufflet'
- Une combinaison permettant soit l'ouverture à battant soit à soufflet est dite 'oscillo-battante'

Généralement un seul battant sur deux est prévu en 'oscillo-battant'

### Coulissants
- Coulissant horizontalement avec l'ouvrant se déplaçant devant un vitrage fixe
- Coulissant dans une réservation dans la cloison cachant l'ouvrant lors de l'ouverture, dit 'à galandage'

### Autres types d'ouvrants
- À ouvrant articulé horizontalement sur des compas hauts, projeté vers l'extérieur, dit 'à l'italienne'. Le haut de l'ouvrant descend un peu lors de la projection pour équilibrer.
- Basculants (comme beaucoup de fenêtres de toit).

### Ouvrants peu utilisés en France
- Coulissant verticalement vers le haut pour une fenêtre à guillotine
- Avec les battants ouvrant vers l'extérieur, dit 'à l'Anglaise'
- Pivotant autour d'un axe vertical
- Avec projection vers l'intérieur, 'à la Canadienne'

Il existe une représentation symbolique pour définir les sens et types d'ouverture sans ambiguïté, utilisée dans la plupart des devis. Pour les ouvrants, un triangle définit l'orientation, la base du triangle étant l'axe d'articulation et la pointe côté poignée. Le triangle est en trait plein pour une ouverture vers l'intérieur, en pointillé pour une ouverture vers l'extérieur. Une croix désigne les vitrages/panneaux fixes.
Les panneaux coulissants sont désignés par une flèche donnant le sens de l'ouverture. Cela permet notamment de savoir si un seul ou plusieurs panneaux sont coulissants.  

## Type de pose

### Pose en tunnel
L'huisserie est située entre les murs. Ce type de montage est spécifique. Il est parfois utilisé pour des portes. On doit caler la périphérie de l'huisserie afin d'éviter les déformations liées à la fixation. Si l'huisserie est moins large que le tableau, il est possible de rajouter des tapées sur le côté pour compenser les écarts de dimensions. Dans le cas d'une isolation intérieure, l'huisserie n'étant pas alignée avec l'isolation, la performance thermique est mauvaise.  
Ce montage est possible pour une isolation extérieure. La fenêtre doit alors être alignée au maximum avec l'isolant. 

### Pose traditionnelle en feuillure
Elle avait pour objectif d'éviter que la fenêtre ne dépasse trop sur l'intérieur. Des pattes ou des vis lardées sont fixées dans le dormant et scellées au plâtre. Avec la généralisation de l'isolation, ce type de montage a disparu.

### Pose en applique
La fenêtre est simplement plaquée sur le bâti et maintenue par des pattes vissées dans le bâti, ou parfois scellées. C'est un montage simple, car il n'y a pas de préparation du bâti. Si l'isolation est intérieure, la fenêtre est alignée avec l'isolant et la performance thermique correcte. Les huisseries ont souvent une épaisseur de 70 mm qui permet de glisser l'isolant sous un rebord installé sur le profilé, si cette isolation n'est pas trop épaisse.

### Pose en applique sur tapées d'isolation
L'épaisseur des isolants tendant à augmenter, dans les montages modernes avec isolation intérieure, on pose souvent les fenêtres en applique en les écartant du bâti à l'aide de pièces de séparation appelées tapées d'isolation. Cela permet d'aligner la face intérieure du dormant avec la surface de l'isolant. Ainsi, la performance thermique est légèrement meilleure que lorsque la fenêtre est encastrée dans l'isolant. 

### Poses lors d'une rénovation
- Pose en dépose totale

On peut enlever la fenêtre existante et en poser une neuve. Il s'agit alors d'un montage similaire à celui d'une pose sur un bâtiment neuf. On parle de pose en 'dépose totale' ou parfois 'pose en neuf'. Ceci implique généralement une reprise de la décoration intérieure, mais certains poseurs utilisent des systèmes de sciage des bords de fenêtres ou de portes et des attaches compactes qui respectent la décoration, la coupe étant cachée par des couvre-joints.
- Pose dite 'en rénovation'

Si le dormant existant est en bon état, bien fixé et correctement équerré, il est possible d'encastrer le nouveau dormant dans le dormant d'origine. Ceci implique une réduction significative de la taille de la nouvelle fenêtre ou de la porte et de la surface de vitrage. Ce montage est néanmoins très utilisé car la pose est rapide et ne nécessite pas de reprise de la décoration. De plus, le coût total est moins élevé qu'un remplacement en dépose totale car il y a moins de main d’œuvre et la fenêtre est plus petite. C'est à éviter sur des fenêtres de petites dimensions car la diminution de surface vitrée sera trop importante.
Il faut impérativement laisser respirer le dormant en bois existant afin d'éviter son pourrissement. On doit laisser un espace sous le cache inférieur qui ne doit jamais être obturé par du mastic. Si le dormant existant n'est pas étanche, c'est lui qui doit être étanché.

## Matériaux

### Bois
Le bois est un matériau traditionnel, et une fenêtre bien construite et entretenue en chêne peut durer plus d'un siècle. L'évolution de la technique et notamment les doubles vitrages conduisant à un poids élevé, ainsi que le renforcement de l'étanchéité à l'air ont modifié la conception. Pour des raisons de coût, les portes et fenêtres en bois sont désormais majoritairement construites dans des bois exotiques durables. Une fenêtre bois nécessite d'être entretenue par des couches de protection à refaire régulièrement.

### PVC
Les fenêtres en PVC sont devenues les plus courantes du fait d'un coût faible et de l'absence d'entretien. Comme la plupart des plastiques, le PVC naturel ne résiste pas aux rayonnements UV (ultraviolets) et pour un usage sur des fenêtres extérieures il doit incorporer des additifs de protection. Une chimie incorrecte peut conduire à des dommages en quelques années et notamment un jaunissement ou des craquelures. Le PVC peut être décoré avec un film qui peut imiter le bois ou autre. Ceci est appelé 'plaxage' et là aussi, un plaxage de mauvaise qualité peut entraîner des dommages. 
Il faut noter qu'une fenêtre de couleur sombre va chauffer sensiblement plus qu'une fenêtre blanche et ceci peut aussi causer des problèmes. 
Les fenêtres PVC comportent toujours des inserts en acier pour assurer leur résistance mécanique.

### Aluminium
L'aluminium est très résistant aux intempéries (si son laquage est de bonne qualité), mais c'est un matériau très conducteur de chaleur. Les profilés aluminium modernes comportent un élément de séparation en plastique pour l'isolation. Jusqu’à maintenant, les performances thermiques des fenêtres aluminium étaient moins bonnes que celles des fenêtres PVC, mais sous la pression réglementaire, il y a eu des progrès et on peut désormais trouver des fenêtres aluminium égalant la performance thermique des fenêtres PVC (en France, la réglementation impose des performances minimales pour les constructions neuves, les constructeurs ont dû s'aligner). Pour les fenêtres de rénovation, il convient d'être attentif à la performance car il n'y a pas d'obligation. 
Bien que l'aluminium résiste très bien aux intempéries, comme les fenêtres comportent des éléments plastiques pour l'isolation et des polymères pour les joints, leur durée de vie dépend de ces éléments. Le remplacement d'un vitrage sur une fenêtre aluminium peut être plus complexe que pour les autres matériaux.
Le laquage d'une fenêtre aluminium est sensible aux impacts.

## Détails[5]
- Le sens d'ouverture.

Il est conventionnel parmi les marchands de portes et fenêtres,, mais les serruriers le définissent inversé  par rapport aux fabricants de portes et fenêtres (...).
- Les rejingots.

La hauteur du rejingot doit en principe être déduite de la hauteur de tableau
- Cotes de tableau

Les cotes de tableau sont toujours les cotes finies, aussi si vos enduits ne sont pas encore faits, il va falloir enlever leur épaisseur à vos cotes mesurées.
- Les 'seuils en aluminium'

Ce qu’on appelle 'seuil en aluminium' est en pratique un seuil surbaissé (20 mm) au lieu d'être de la hauteur du profilé (~70 mm).
- Les petits bois

Les petits bois servaient originellement de support aux carreaux dont la taille était limitée par les méthodes de fabrication du verre. Ils sont aujourd'hui purement décoratifs, plaqués sur la face intérieure ou insérés entre les vitres pour permettre un nettoyage aisé.
- L'allège et la hauteur de poignée

Pour une fenêtre, la hauteur de l'allège est nécessaire pour le fabricant afin de positionner la poignée. Pour un accès possible pour les handicapés, cette hauteur doit être située entre 0,9 m et 1,3 m. La hauteur des poignées de porte est généralement positionnée entre 1 m et 1,1 m.
- La pose en tunnel

Un jeu de montage doit être prévu entre le tunnel et le dormant, dans lequel seront insérées des cales.
- Les triples vitrages et les portes coulissantes

Lorsqu'une porte coulissante est ouverte, il se produit un effet de serre dans les vitrages et dans les premiers montages avec triple vitrage, il y a eu des ruptures de la vitre intermédiaire dues à la dilatation thermique. La vitre intermédiaire doit donc être renforcée.  Il faut noter que les doubles vitrages ont fait des progrès importants et lorsque la menuiserie est exposée au sud, dans la majorité des régions Françaises, un triple vitrage n'apporte pas de bénéfice d'un point de vue du bilan thermique (car il réduit l'apport solaire). On peut cependant espérer un bénéfice de confort par réduction de l'effet de 'paroi froide' pour des portes-fenêtres de grande surface. La situation est différente pour les régions froides ou de montagne ou pour une exposition différente.

## Aplomb, niveau et équerrage
Les fenêtres doivent être posées bien verticales. En effet, pour qu'un ouvrant ne s'ouvre ou ne se ferme pas seul, l'axe des charnières doit être parfaitement vertical. À cause du double (voire du triple vitrage) et éventuellement des vitrages anti-effraction, les ouvrants modernes sont très lourds et ils ne restent pas en position si les axes de battants ne sont pas verticaux. Les gonds sont réglables et on peut ajuster la verticalité mais la plage de réglage est limitée et quand il y a deux battants, il faut aussi les ajuster verticalement pour éviter le décalage sur le battement qui se voit, si cet ajustement est possible. Lorsque l'on est en butée de réglage, il n'y a pas de solution.
Un problème courant est que les tableaux ne sont pas toujours bien droits, particulièrement dans les logements anciens. Il faut faire attention lors de la prise de cote. En effet, pour une fenêtre verticale dans un tableau ou un cadre qui ne l'est pas, la largeur de la fenêtre doit être réduite de la somme des deux faux aplombs et sa hauteur réduite de la somme des deux faux niveaux. Si la personne qui a fait la prise de cote n'a pas fait attention, reprendre le cadre sera nécessaire pour monter la fenêtre verticalement.
Dans un bâti neuf, les tolérances sur la maçonnerie sont définies par le DTU20.1 et doivent être validées par le poseur de fenêtre.
Les tolérances de montage de la menuiserie définies par le DTU 36.5  sont :
- Horizontalité sur toute la largeur : 2 mm si la largeur est de moins de 1,5 m, sinon 3 mm
- Verticalité : 2 mm/m sur les côtés
- Aplomb: 2 mm/m dans le plan de la fenêtre (face à vous).
- Équerrage: 2 mm/0.5 m et différence maximale de longueurs de diagonales 2 mm/m (de diagonale).

## Montage
Les montages de portes et fenêtres obéissent en France à des règles DTU (Document technique unifié) 36.5 et DTU 36.1 auxquelles les professionnels devraient faire référence en neuf comme en rénovation. Les DTU sont une référence mais ne sont pas obligatoires.

### Calfeutrement (étanchéité air/eau)
Dans le DTU 36.5, le calfeutrement doit être réalisé soit avec un joint en mousse imprégnée (fournis sous forme de ruban noir autocollant) soit avec un 'fond de joint' (bande ou rond en mousse simple) complété par du mastic (certifié), à l'exclusion de tout mortier, des bandes de bitume et de la mousse expansive. Le 'fond de joint' n'assure pas l'étanchéité, il est juste là pour permettre de 'bourrer' le mastic qui seul assure le bon calfeutrement. A contrario, les joints en mousse imprégnée sont étanches en eux-mêmes (ils sont souvent auto-expansifs). 
Il est interdit d'utiliser de la mousse en bombe pour l'étanchéité. Les mousses peuvent être utilisées pour l'isolation mais il est plus durable de glisser des morceaux d'isolants dans les interstices.

### Problèmes avec la mousse polyuréthane
La mousse polyuréthane en bombe (monocomposant) a une structure dite à 'cellules ouvertes', qui fait qu'elle absorbe l'humidité et se détruit en quelques années, ce qui a entrainé de nombreux dommages. Seules les mousses polyuréthane bi-composants comme on en utilise pour la flottabilité des bateaux ou les isolants ont des 'cellules fermées' mais leur mise en œuvre complexe (il faut faire des mélanges précis) fait qu'elles ne sont pas utilisées en montage de menuiseries. Certains fabricants de produits proposent désormais des mousses qui ne sont pas à base de polyuréthane mais leur chimie n'est pas divulguée et leur usage n'est donc pas référencé dans les DTU.

## Paramètres principaux[12]

### Isolation thermique globale de la fenêtre (Uw)
Ce coefficient dépend de la taille et doit être calculé pour chaque fenêtre. La performance du vitrage n'est qu'un élément de l’ensemble (pour un même vitrage, les performances d'une fenêtre peuvent varier de 20 à 30 % suivant son matériau et sa construction). La réglementation impose un minimum de performance pour les constructions neuves, ce qui a permis d'améliorer la situation. En rénovation, certains vendeurs négligent ce paramètre fondamental.

### Coefficient d'apport solaire Sw
Une fenêtre laisse échapper de la chaleur, mais elle en apporte avec le soleil. Dans la majorité des régions françaises, les fenêtres modernes, si elles sont placées au sud, ont en moyenne sur l'année un apport solaire supérieur à leur déperdition (pendant la période de chauffage). On trouve généralement le coefficient "Uw" de déperdition, mais très rarement le coefficient "Sw" renseignant sur l'apport solaire. Certains vitrages, notamment les vitrages anti-effraction, réduisent l'apport solaire sans bénéfice d'isolation. 

### Coefficient de transmission lumineuse TL
Un vitrage réduit la transmission lumineuse, ce qui peut devenir notable pour les triple vitrages et les vitrages anti-effraction. Le coefficient de Transmission lumineuse TL donne un pourcentage de transmission pour l'ensemble du vitrage.

### Classement AEV
La qualité d'une fenêtre ne se définit pas uniquement par sa performance thermique. La norme Européenne EN 14351-1+A1 définit un classement dit « AEV » (Air - Eau - Vent). D'autres normes européennes définissent les conditions d'essais.
- A : Perméabilité à l'air. Valeurs de 1 (faible) à 4 (très bon)
- E : Étanchéité à l'eau. Valeurs de 1 (très faible) à 9 (très bon), suivant deux options. Option A : fenêtre non protégée par un tableau. Option B : fenêtre protégée par un tableau.
- V : Résistance au vent. 2 coefficients : la résistance à la pression de 1 (faible) à 5 (forte) et la déformation, avec des valeurs de A (déformation plus importante) à C (déformation plus faible).

En France, il y a des performances AEV minimales exigées en fonction de la situation géographique et de l'emplacement. Ceci est défini par le DTU 36.5.

### Clair de jour (surface vitrée)
Le clair de jour dépend de l’épaisseur des profilés et de la manière dont sont montées les tapées d’isolation. Les fenêtres à ouvrant caché permettent d’augmenter ce clair de jour. Une pose en « rénovation» diminue le clair de jour de 10 à 30 % suivant la taille de la fenêtre. 

## Accessoires
- Les entrées d'air

Suivant l'emplacement de la fenêtre, des ouvertures d'entrée d'air peuvent être prévues. Les profilés doivent être usinés pour en tenir compte. Les entrées d'air sont différentes suivant le type de VMC : simples pour une VMC de base et plus complexes pour des VMC dites « Hygro ». Ces entrées d’air peuvent être équipées de silencieux réduisant l’entrée du bruit extérieur jusqu’à 40 dB.
- Le verrou de battant

Les fenêtres modernes ouvrant à la Française comportent généralement un verrouillage par levier(s) sur le battant sans poignée. Il existe deux systèmes, l'un avec un levier en haut et l'autre en bas, l'autre avec un unique levier commandant le verrouillage haut et bas. Le système à levier unique est plus pratique, surtout sur des fenêtres hautes.
- La largeur du battement (partie centrale d'une fenêtre à deux battants « à la Française »)

Si une poignée de manœuvre extérieure est installée (poignée traversante ou double béquillage), le battement sera nécessairement plus large, ce qui réduit le clair de jour.
- Les loqueteaux à ressort

Il est pratique de pouvoir fermer une porte-fenêtre derrière soi (sans la verrouiller). Ceci nécessite une poignée extérieure dite à la Française « de tirage  » et un loqueteau à ressort dit parfois Schnäpper.
- Les entrebâilleurs

Il existe des entrebâilleurs à compas montés dans le profilé des fenêtres qui peuvent maintenir un battant partiellement ouvert.

## Tapées d'isolation
La meilleure performance thermique est obtenue quand la fenêtre est alignée avec l'isolation. Si l'isolation intérieure est épaisse, le montage le plus courant consiste à écarter la fenêtre du mur porteur avec ce qu'on appelle des tapées d'isolation, de façon que la plaque de plâtre se glisse juste sous le rebord du profilé de la fenêtre,,.

## Ouvrants cachés
Afin d'augmenter le clair de jour, certains fournisseurs ont développé des fenêtres « à ouvrant caché ». Depuis l'extérieur, le cadre de l'ouvrant est caché par le dormant et l'étanchéité est réalisée par un joint directement sur le vitrage ou sur son profil de maintien. Fenêtre ouverte, l'aspect intérieur est assez inhabituel. Principalement réalisées en aluminium, des fenêtres à ouvrant caché en PVC font également leur apparition.

## Volets pliants
Les volets pliants, souvent abusivement appelés « persiennes », ont pour particularité d’interférer avec les dormants des portes et fenêtres, car ils sont rattachés sur des tapées de volet situées entre le dormant de la porte ou de la fenêtre et le bâti. Traditionnellement en bois, les tapées de volets peuvent être remplacées par des tapées en acier qui sont attachées sur le bâti ou sur les tapées d’isolation, lesquelles devront être renforcées si les volets sont en acier. Par ailleurs, les volets pliants occupent de l’espace dans le tableau.

## Fenêtres couplées
Dans certains cas, on peut assembler des portes et fenêtres pour créer un ensemble menuisé. Le couplage le plus fréquent est probablement le système des fenêtres ouvrantes en imposte (si le vitrage d'imposte est fixe, il fera probablement partie de l'huisserie de base). Pour cela il existe des profilés de jonction dont la forme et l'encombrement dépendent des profilés et de leurs matériaux. 
Il est important de déterminer l'encombrement réel occupé par les profilés de jonction entre les dormants car cela s'ajoute aux dimensions totales de l'ouvrage. En effet c'est souvent la largeur des profilés qui est donnée, et non leur encombrement, alors qu'un profilé de jonction s'insère dans des rainures. L'espace occupé va de 0 à 30 mm. 
Les ensembles importants sont soumis à des efforts mécaniques, notamment dus au vent. Ils peuvent nécessiter un renforcement. Certains fournisseurs proposent pour les fenêtres PVC des profilés de jonction comportant un profilé acier intérieur de renforcement. Pour les montages spéciaux (fenêtres en baie, vérandas), il existe des profilés pour les jonctions d'angle, fixes (90, 135°)  ou réglables.

## Montages spéciaux
Si, sur un ensemble menuisé, un volet roulant est installé et descend plus bas qu'une fenêtre, la pièce d'appui de cette fenêtre devra être réduite ou amovible, ce qui n'est pas toujours possible, notamment sur les fenêtres PVC où la pièce d'appui est parfois moulée dans le profilé. 

## Menuiseries (usines de fabrication)
En France, le marché est essentiellement local, moins de 10 % des fenêtres étant importées. Le marché est assez fragmenté : il y a beaucoup de fournisseurs, généralement des entreprises de taille moyenne (quelques dizaines d'employés). La majorité des fabricants de fenêtres sont en fait des assembleurs : ils achètent des profilés à quelques spécialistes et assemblent les fenêtres avec des machines spécifiques. Beaucoup de fabricants de profilés sont Allemands mais il y a des fabricants Français. Bien qu'il y ait beaucoup d'éléments communs avec les fenêtres, les portes sont plus souvent conçues de manière spécifique par leur fabricant.